# Việt Nam tại Đại hội Thể thao Đông Nam Á 1997
Tại Đại hội Thể thao Đông Nam Á 1997 diễn ra tại Indonesia từ ngày 11 đến ngày 19 tháng 10 năm 1997 đoàn Việt Nam đoạt 35 huy chương vàng, 48 huy chương bạc và 50 huy chương đồng.